# トム・メイン
トム・メイン（Thom Mayne、1944年1月19日 - ） は、アメリカ合衆国の建築家。建築設計事務所モーフォシス（Morphosis）主宰。カリフォルニア大学ロサンゼルス校（UCLA）教授。

## 概要
コネチカット州ウォーターバリー出身。1968年、南カリフォルニア大学（USC）建築学部卒業。1974年に、ジェームス・スタッフォードとともに、モーフォシスを結成。1978年、ハーバード大学デザイン学部大学院修了。
彼の建築スタイルは、ヨーロッパのモダニズム、東洋建築様式、またはアメリカ前世代とは異なり、アメリカ西海岸、特に南カリフォルニアの文化の影響を受けているとされる。
1972年の大学創設時から南カルフォルニア建築大学（SCI-Arc: Southern California Institute of Architecture）で教鞭を執り、カリフォルニア州立理工大学ポモナ校、カリフォルニア大学ロサンゼルス校の教授を歴任している。コロンビア大学他でも教鞭と執った。
2005年、アメリカの建築家としてロバート・ヴェンチューリ以来14年ぶりとなるプリツカー賞を受賞。
彼の代表作のうちの1つであるサンフランシスコ連邦政府ビル（2006）はアメリカで初めてエアコンではなく⾃然換気を⽤いたオフィスビルである。

## 代表作
- 1988年　６番街の住宅 - ロサンゼルス
- 1999年　ダイヤモンドランチ高校 - カリフォルニア州ポモナ
- 2004年　カルトランス第７地区本部ビル - ロサンゼルス
- 2006年　ウェイン・L・モースアメリカ合衆国裁判所 - オレゴン州ユージーン
- 2006年　サンフランシスコ連邦政府ビル - カリフォルニア州サンフランシスコ
- 2012年　オリンピック選手村設計競技 - ニューヨーク州ニューヨーク・クイーンズ

## 人物・エピソード
- 「私はどちらかと⾔えば恥ずかしがり屋で、プライバシーを好み。いいたいことを⾔うのが好きだ。如才なくふるまうタイプではない。」[1]
- マドリードでは新聞３紙から「悪童」と呼ばれていた。[2]